# Promotionsverband der Hochschulen für angewandte Wissenschaften Baden-Württemberg
Der Promotionsverband der Hochschulen für angewandte Wissenschaften Baden-Württemberg (kurz: Promotionsverband Baden-Württemberg) ist eine Körperschaft des öffentlichen Rechts in Baden-Württemberg mit eigenständigem  Promotionsrecht.

## Geschichte
Nachdem den Fachhochschulen in Baden-Württemberg die Forschung als Hochschulaufgabe übertragen wurde und die Fachhochschulen als Hochschulen für angewandte Wissenschaften zu wissenschaftlichen Hochschulen fortentwickelt wurden, hat der Gesetzgeber in Baden-Württemberg 2014 mit der Einführung des § 76 Abs. 2 Landeshochschulgesetz Baden-Württemberg die gesetzliche Grundlage für den Verband geschaffen. Seitdem hatten die Hochschulen in Baden-Württemberg ihre Forschungsleistung weiter ausgebaut. Im Mai 2022 wurde von den staatlichen Fachhochschulen, zusammen mit drei kirchlichen Hochschulen, mit der Verwaltungsvereinbarung zur Errichtung des Promotionsverbandes der Hochschulen für angewandte Wissenschaften Baden-Württemberg die neue Körperschaft des öffentlichen Rechts konstituiert.
Das von Universitäten unabhängige Promotionsrecht wurde der Körperschaft im September 2022 durch die Wissenschaftsministerin Theresia Bauer mit der Verordnung des Wissenschaftsministeriums über die Verleihung des Promotionsrechts an den Promotionsverband der Hochschulen für angewandte Wissenschaften Baden-Württemberg verliehen, nachdem zuvor der Wissenschaftsausschuss des Landtags von Baden-Württemberg seine Zustimmung erteilt hatte. Die Verleihung erfolgte lediglich an den Verband und nicht an die Fachhochschulen selbst. Es ist zunächst bis Ende des Jahres 2029 befristet. Bis dahin soll eine Evaluation zeigen, ob das Promotionsrecht verlängert wird.

## Mitglieder des Verbandes
Mitglieder und zugleich Gründungsmitglieder des Verbandes sind 21 staatliche und drei kirchliche Hochschulen in Baden-Württemberg:
- Hochschule Aalen
- Hochschule Albstadt-Sigmaringen
- Hochschule Biberach
- Hochschule Esslingen
- Evangelische Hochschule Freiburg
- Katholische Hochschule Freiburg
- Hochschule Furtwangen
- Hochschule Heilbronn
- Hochschule Karlsruhe
- Hochschule für öffentliche Verwaltung Kehl
- Hochschule Konstanz Technik, Wirtschaft und Gestaltung
- Hochschule für öffentliche Verwaltung und Finanzen Ludwigsburg
- Evangelische Hochschule Ludwigsburg
- Technische Hochschule Mannheim
- Hochschule für Wirtschaft und Umwelt Nürtingen-Geislingen
- Hochschule Offenburg
- Hochschule Pforzheim
- Hochschule Ravensburg-Weingarten
- Hochschule Reutlingen
- Hochschule für Forstwirtschaft Rottenburg
- Hochschule für Gestaltung Schwäbisch Gmünd
- Hochschule der Medien Stuttgart
- Hochschule für Technik Stuttgart
- Technische Hochschule Ulm

## Aufgabe und Struktur
Zweck des Verbands ist entsprechen der Verwaltungsvereinbarung zur Errichtung des Promotionsverbandes der Hochschulen für angewandte Wissenschaften Baden-Württemberg die Heranbildung des wissenschaftlichen Nachwuchses und die Weiterentwicklung der angewandten Wissenschaften. Für Aufgabenerfüllung hat der Promotionsverband ein Promotionszentrum eingerichtet, bei dem einerseits forschungsstarke Hochschullehrer der Mitgliedshochschulen und die vom Promotionszentrum angenommenen Doktoranden Mitglied sind. Über die Aufnahme der Hochschullehrer und der Doktoranden entscheidet das Promotionszentrum selbst. Es wurde beim Promotionszentrum ein Senat eingerichtet, der unter anderem die Aufgaben des Senats an Hochschulen im Promotionsverfahren wahrnimmt und beispielsweise Promotionsordnungen beschließt, aber auch über neue Mitglieder der Hochschullehrergruppe entscheidet und daher über die Professorenmehrheit verfügt.
Außerdem gliedert sich das Promotionszentrum in fünf Forschungseinheiten, denen die Hochschullehrer zugeordnet sind:
- Forschungseinheit I: Sozial-, Verhaltens- und Wirtschaftswissenschaften;
- Forschungseinheit II: Lebenswissenschaften, Biotechnologie und Medizintechnik;
- Forschungseinheit III: Informatik und Elektrotechnik – Ingenieurwissenschaften II;
- Forschungseinheit IV: Ingenieurwissenschaften.
- Forschungseinheit V: Rechts- und Verwaltungswissenschaften (seit 2024)[10]

Das Promotionsrecht ist auf die Fachgebiete der Forschungseinheiten beschränkt.
Weitere Organe sind die Verbandsversammlung, der die Mitgliedshochschulen angehören, und der Zentrale Konvent der Doktoranden, dem alle Doktoranden des Verbandes angehören.